# Presles-en-Brie
 Presles-en-Brie  es una población y comuna francesa, en la región de Isla de Francia, departamento de Sena y Marne, en el distrito de Melun y cantón de Tournan-en-Brie.

## Demografía
| 628 | 596 | 1506 | 1526 | 1620 | 1680 |
| Para los censos de 1962 a 1999 la población legal corresponde a la población sin duplicidades (Fuente: INSEE [Consultar]) |     |      |      |      |      |